# Silurus
Silurus – rodzaj ryb sumokształtnych z rodziny sumowatych (Siluridae). Gatunkiem typowym jest Silurus glanis.

## Zasięg występowania
Europa i Azja (włącznie z Japonią). W Europie występują 2 gatunki: grecki endemit S. aristotelis i szeroko rozprzestrzeniony w Eurazji S. glanis.

## Klasyfikacja
Gatunki zaliczane do tego rodzaju:
- Silurus aristotelis – sum Arystotelesa[3] (parasum Arystotelesa[4] jako Parasilurus aristotelis)
- Silurus asotus – sum amurski[5] (parasum amurski[6] jako Parasilurus asotus)
- Silurus biwaensis
- Silurus burmanensis
- Silurus caobangensis
- Silurus dakrongensis
- Silurus duanensis
- Silurus glanis – sum pospolity[5], sum[4], sum europejski[7]
- Silurus grahami
- Silurus langsonensis
- Silurus lanzhouensis
- Silurus lithophilus
- Silurus mento
- Silurus meridionalis
- Silurus microdorsalis
- Silurus soldatovi – sum Sołdatowa[5]
- Silurus tomodai
- Silurus triostegus

Gatunkiem typowym jest Silurus glanis.

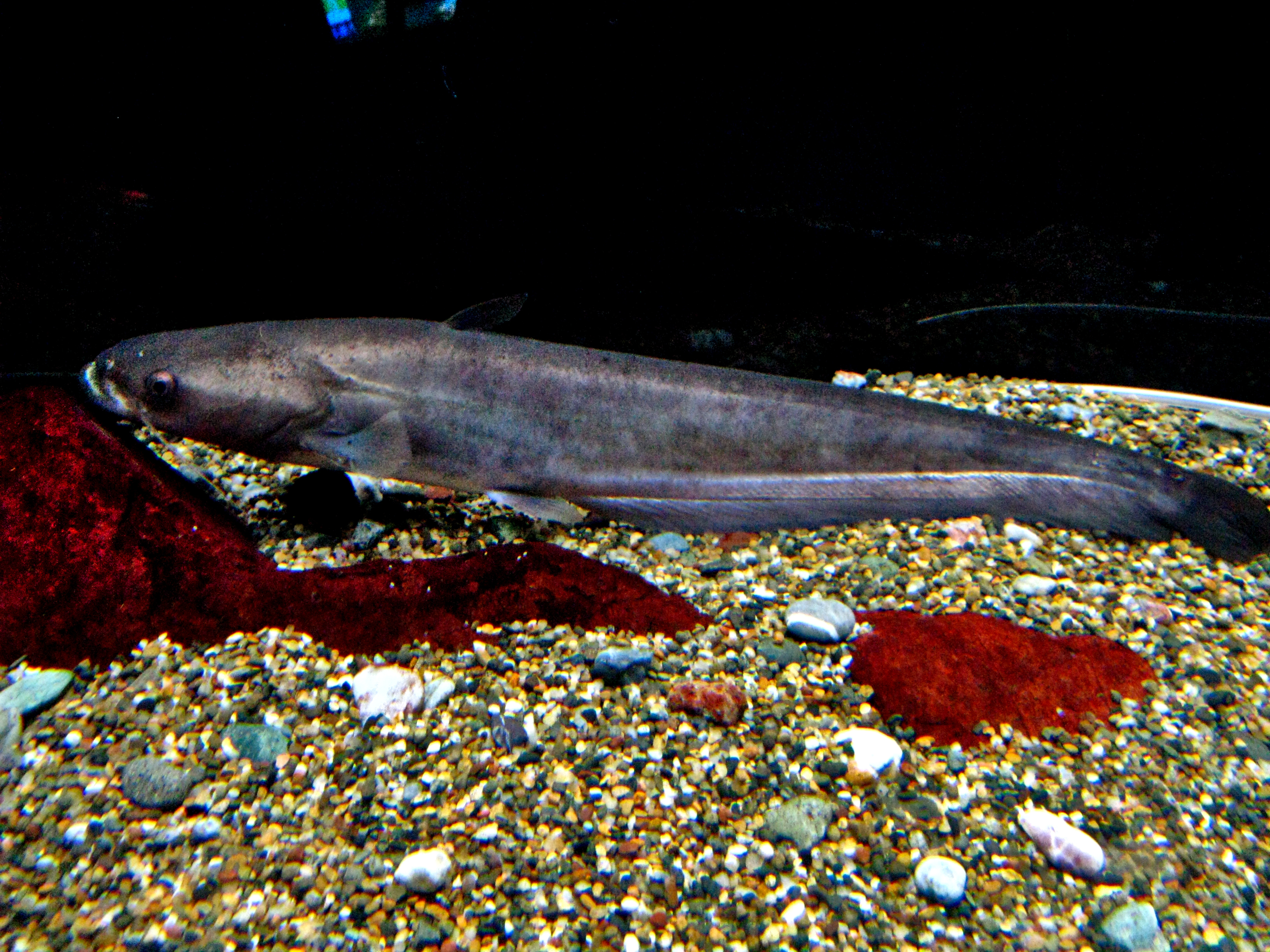
Silurus biwaensis
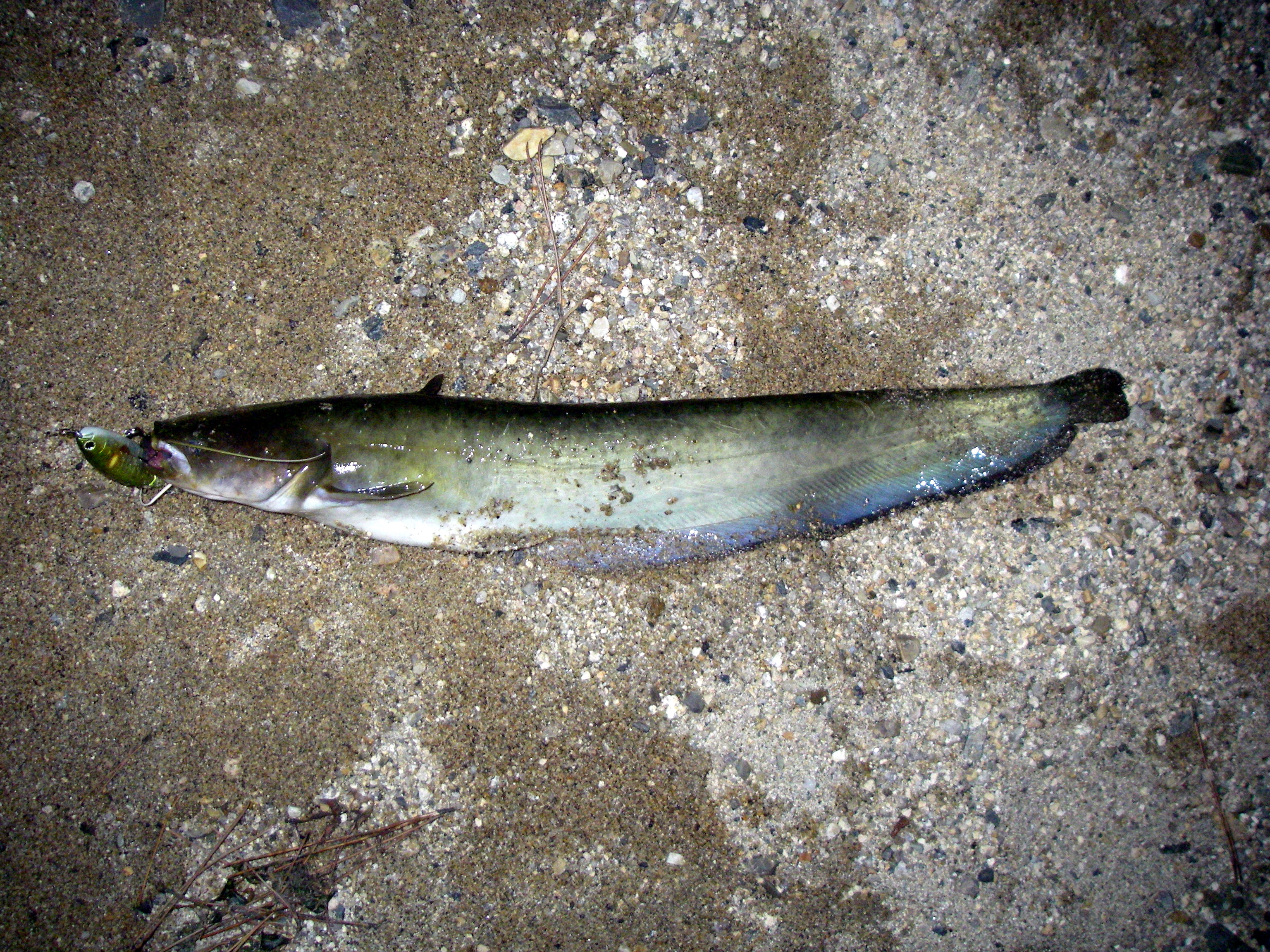
Silurus asotus
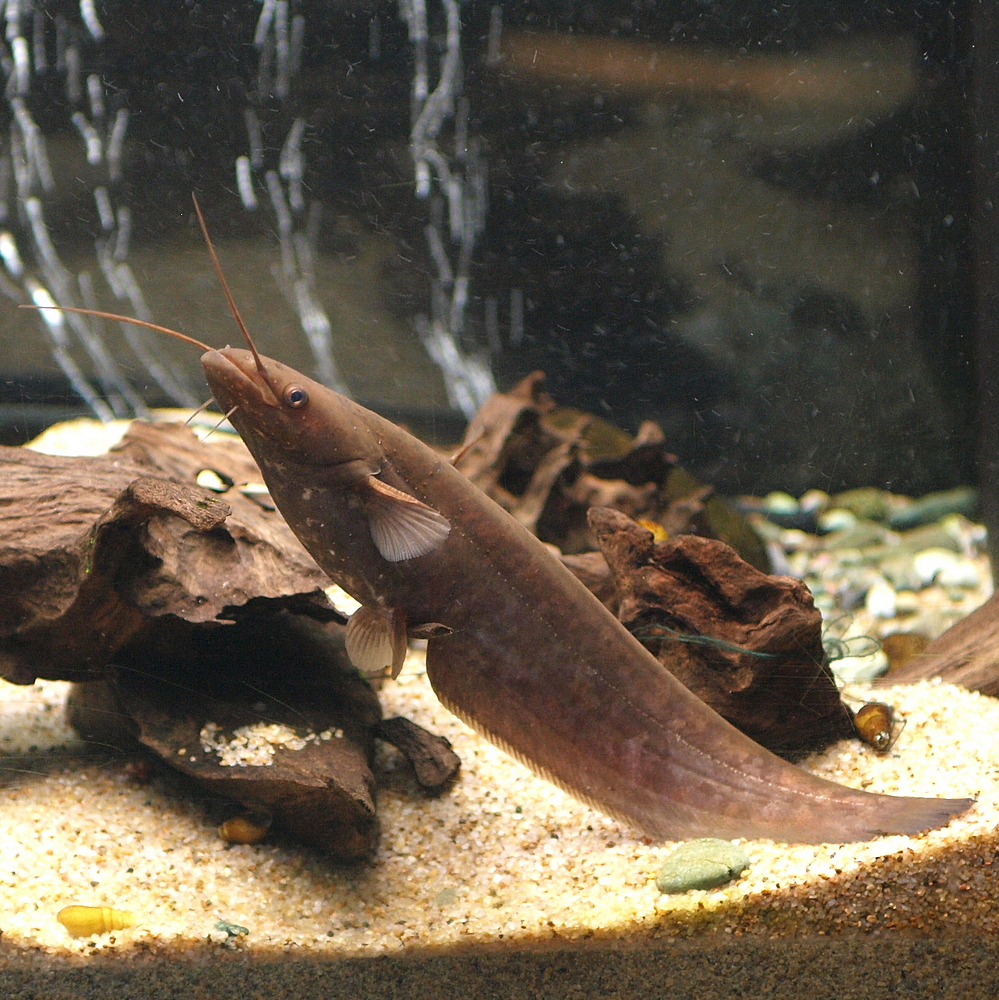
Silurus lithophilus
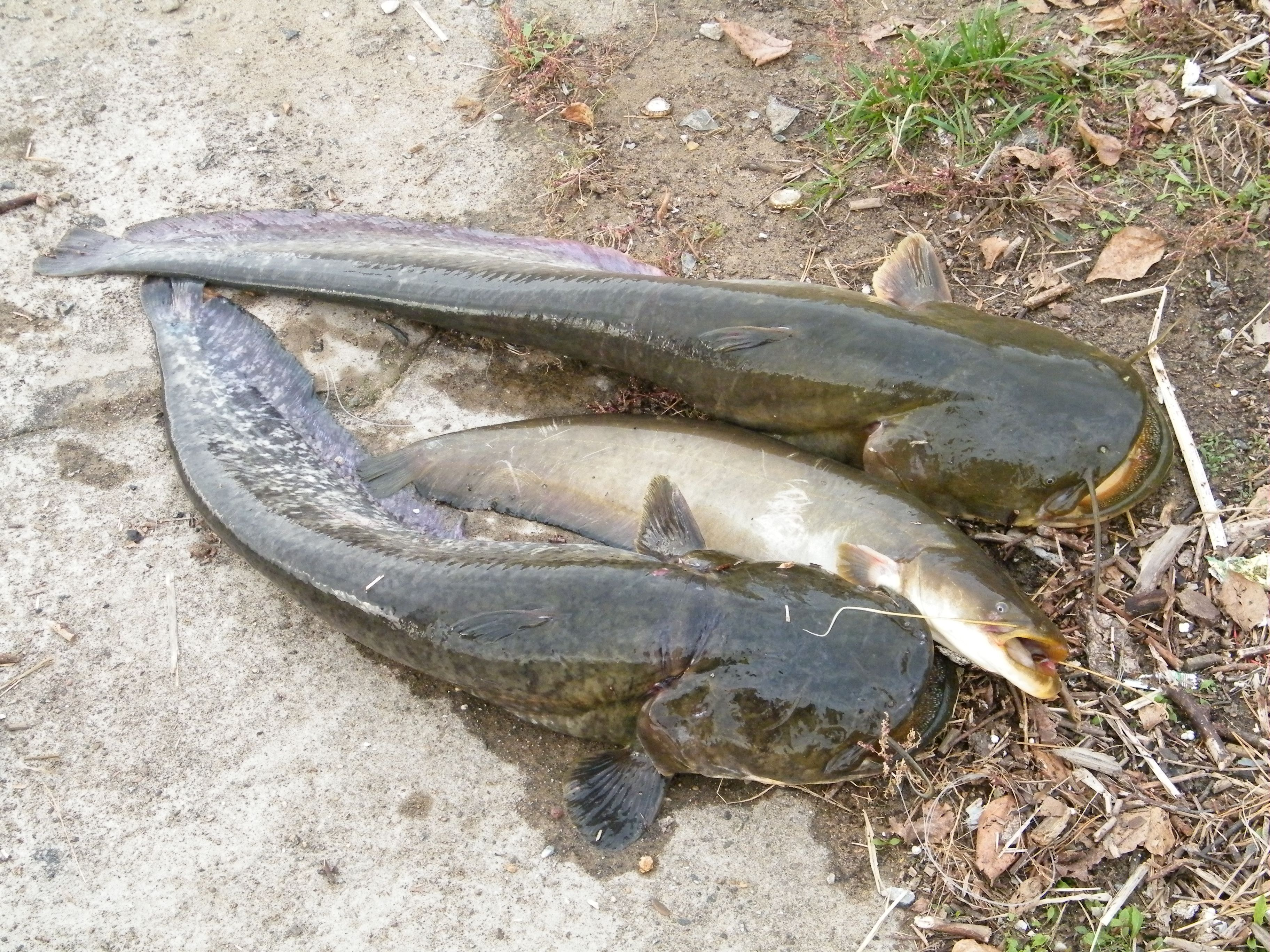
Silurus soldatovi